# Pitiaosun
Pitiaosun (kinesiska: 皮条孙) är en köping i östra Kina. Den ligger i Taihe härad i staden Fuyang i provinsen Anhui, omkring 230 kilometer nordväst om provinshuvudstaden Hefei. Antalet invånare är 19721. Befolkningen består av 10 284 kvinnor och 9 437 män. Barn under 15 år utgör 23,0 %, vuxna 15-64 år 65 %, och äldre över 65 år 10,0 %.